# Operation Red Wings
Operation Red Wings, auch unter der Bezeichnung Schlacht von Abbas Ghar bekannt, war der Codename für eine militärische Unternehmung der United States Navy SEALs im Jahr 2005 im Afghanistan-Krieg.

## Zusammenfassung der Ereignisse
Die Operation Red Wings fand von Juni bis Juli 2005 im Pech-Distrikt der Provinz Kunar, an den Hängen der Sawtalo-Sar-Berge, im Osten von Afghanistan, etwa 20 mi (32 km) von der Provinzhauptstadt Asadabad entfernt, statt. Ziel der Operation war es, die lokalen Aktivitäten der Anti-Koalitions-Miliz zu unterbinden. Ahmad Shah führte eine kleine bewaffnete Gruppe von Personen an, die den Taliban nahestanden und in der Provinz Nangarhar aktiv waren. Sie waren das Primärziel der militärischen Aktivitäten der US-amerikanischen Streitkräfte. Am Konzept der Unternehmung war das 2. Bataillon des 3. US-Marineinfanterie-Regiments beteiligt. Für die Durchführung der Eröffnungsphase waren Spezialkräfte wie SOF-Einheiten (Special Operations Forces – deutsch: Spezialeinheiten), US Navy SEALs und Kommandos der SOAR(A), des US Army Special Operations Kommando, des 160. Special Operation’s Aviation Regiment vorgesehen. Ein Team aus vier Navy SEALs sollte mit einem Hubschrauber im Operationsgebiet abgesetzt werden, als Spähtrupp feindliches Gebiet aufklären sowie die Gruppe um Ahmad Shah ausfindig und unschädlich machen. Das Unternehmen schlug fehl, und die SEAL-Gruppe wurde in einem schweren Feuergefecht bis auf einen Überlebenden, Marcus Luttrell, getötet. Bei der Rettungsaktion wurde ein Chinook-Hubschrauber von einer RPG-Rakete abgeschossen. Alle Soldaten an Bord kamen dabei ums Leben. Die sich anschließende Operation Red Wings II, welche drei Wochen andauerte, hatte zum Ziel, die Leichen der gefallenen US-Soldaten zu bergen und Marcus Luttrell zu retten. Die Gruppe um Ahmad Shah zog sich hinter die pakistanische Grenze zurück und kehrte dann verstärkt mit neuen Waffen ins Sawtalo-Sar-Gebirge zurück. Mittlerweile hatte Shah durch den Abschuss des US-Hubschraubers große Anerkennung bei den Taliban gewonnen. Im August 2005 wurde er während der Nachfolgeoperation Whaler schwer verwundet.

## Hintergrund
Nach der Invasion in Afghanistan verlegten sich US-Streitkräfte und Verbündete zunehmend von „kinetischen“ Operationen der Massenheere zur sogenannten Aufstandsbekämpfung (COIN Counterinsurgency) im kleineren Maßstab auf Kommandoebene. Im Jahr 2004 lag der Schwerpunkt auf dem Prozess des Nation Building und der Verbesserung der allgemeinen Sicherheitslage auch in entfernten Provinzen, dem Ermöglichen von freien Wahlen sowie der Verbesserung der Infrastruktur. Als bedeutsamer Meilenstein wurden die Wahlen des Afghanischen Nationalparlamentes in Kabul im September 2005 angesehen. Aufgrund seiner isolierten Lage und seiner Nähe zu Pakistan kam es in der Provinz Kunar zu anhaltenden Unruhen, die von etwa zweiundzwanzig lokalen Milizgruppen (Anti Coalition Militia – ACM) initiiert wurden, welche teilweise den Taliban und al-Qaida angegliedert waren, teilweise aber auch einen kriminellen Hintergrund wie Holzschmuggel hatten. Um sichere Wahlen in der Provinz Kunar zu gewährleisten, wurden eine Reihe von Operationen durchgeführt, um die Macht der ACM zu brechen.
Das 3. Bataillon des 3. US-Marineinfanterie-Regiments war dem Regionalkommando Ost, RC(E) (Regional Command East), unterstellt und begann bereits Ende 2004 damit, verstärkt Militärpräsenz zu zeigen und bezog Spezialeinheiten für Operationen im unwegsamen Berggelände mit ein. Die Operation Spurs fand im Februar 2005 im Korangal-Tal statt. Dabei waren ebenfalls US Navy SEALS beteiligt. Nach Spurs folgten Operation Mavericks im April und Operation Celtics im Mai 2005. Im April 2005 wurde der ACM-Kommandeur Najmudeen zur Kapitulation gezwungen. Nach der Aufgabe von Najmudeen gingen die „Bandenaktivitäten“ in der Region signifikant zurück, hinterließen jedoch auch ein Machtvakuum. Oberstleutnant Norman Cooling vom 3. Bataillon/3. US-Marineinfanterie-Regiment startete im Mai 2005 die Operation Stars, welche eine weitere Sicherung und Festigung der US-Militärpräsenz in der unruhigen Bergregion zum Ziel hatte. Feindaufklärung unter Hauptmann Scott Westerfield hatte eine kleine Zelle ausfindig gemacht, welche offensichtlich die Nachfolge der Najmudeen-Miliz angetreten hatte. Shah und die selbsternannten „Bergtiger“ wurden verdächtigt, mindestens elf Überfälle (Feuerüberfälle und Sprengstoffanschläge) gegen Koalitionstruppen und die Provinzregierung von Kunar verübt zu haben. Operation Red Wings sollte die Shah-Gruppe in ihrem Rückzugsgebiet, dem Sawtalo Sar, endgültig unschädlich machen.

## Planung und Feindaufklärung

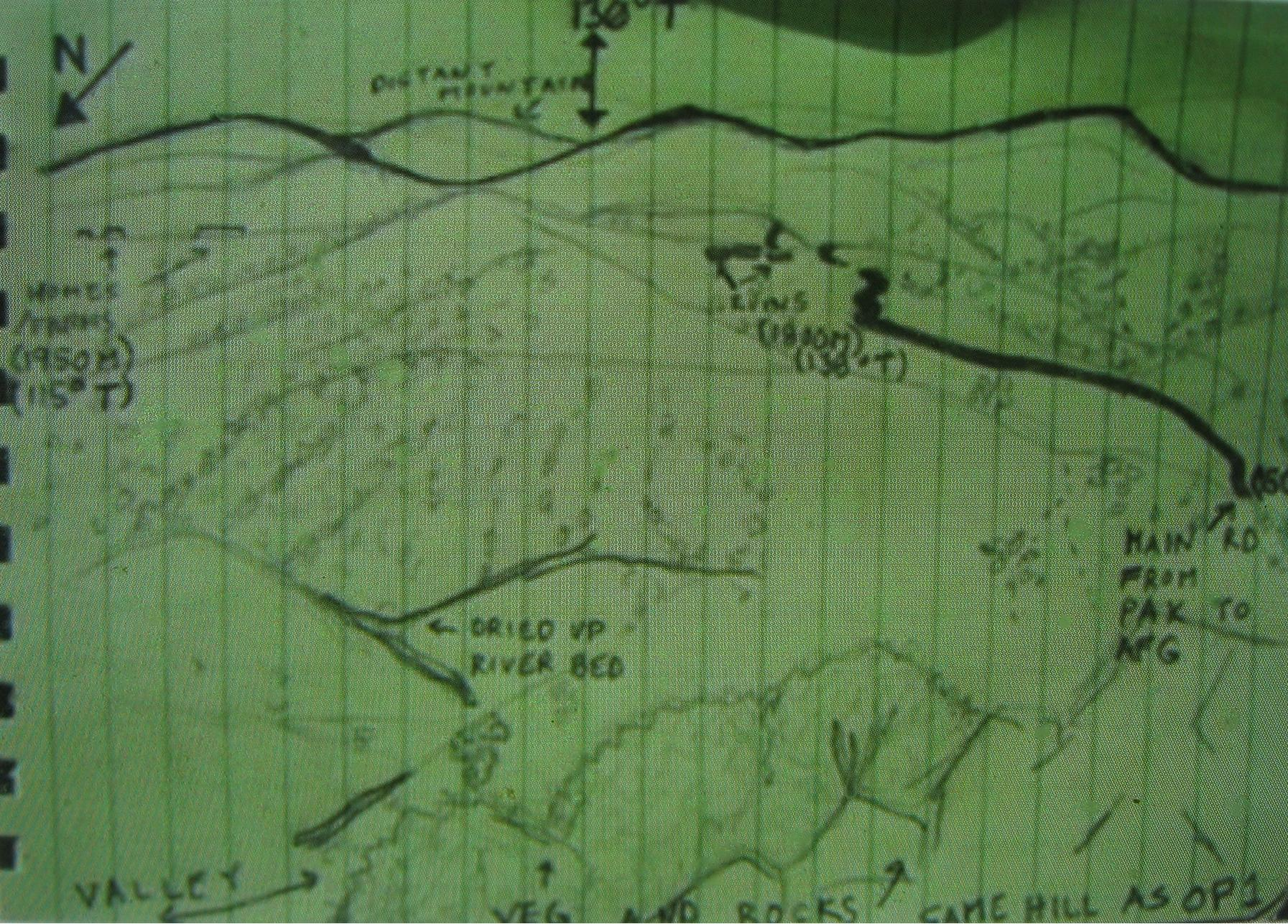
Planungsskizze der Operation Red Wings

Mit der Planung der Operation Red Wings wurde unmittelbar nach Eintreffen des Bataillonsstabes 2./3. US-Marineinfanterie-Regiment unter der Leitung von Lieutenant Colonel Andrew MacMannis und Stabschef Major Thomas Wood begonnen. Captain Scott Westerfield war für die Feindaufklärung zuständig und identifizierte anhand mehrerer Fotografien den noch relativ unbekannten Gegner Ahmad Shah Dara-I-nur (übersetzt Ahmad Shah: „vom Tal der Erleuchteten“), machte seinen Geburtsort im Kuz-Kunar-Distrikt ausfindig und fand heraus, dass er damals für Gulbuddin Hekmatyār kämpfte. Wood entdeckte, dass Shah sich ins Dorf Chichal, welches sich auf dem Höhenrücken des Sawtalo Sar im unteren Korangal-Tal befand, zurückgezogen hatte. Bilder der Luftaufklärung wurden ausgewertet, welche menschliche Siedlungen in dieser Region feststellten, wobei vier Punkte in nähere Auswahl gezogen wurden, von denen man annahm, dass sie für Shah von besonderem Interesse seien.
Es wurde entschieden, dieses Gebiet aufgrund der geringen Mondhelligkeit im Monat Juni auszuheben und Shah als „High-Value-Target“ zu eliminieren oder gefangen zu nehmen (capture or kill). Die Unternehmung sollte von einem kleinen Kommandoteam bei Nacht durchgeführt werden. Das SEAL Team 10 sollte bei Tarnung durch Dunkelheit mit einem Transporthubschrauber in einiger Entfernung vom Operationsgebiet abgesetzt werden, im Schutz der Nacht zum Einsatzraum marschieren und Shah ausfindig machen. Die Eliminierung selbst sollte durch ein Marine-Corps-Scout-/Sniper-Team – einem Späher-/Scharfschützenteam – erfolgen. An der Gesamtplanung war eine besondere Kommandostruktur aus kombinierten Special Forces (CJSOTF-A) beteiligt, welches auch die MH-47-Hubschrauber zur Verfügung stellte.

### Team

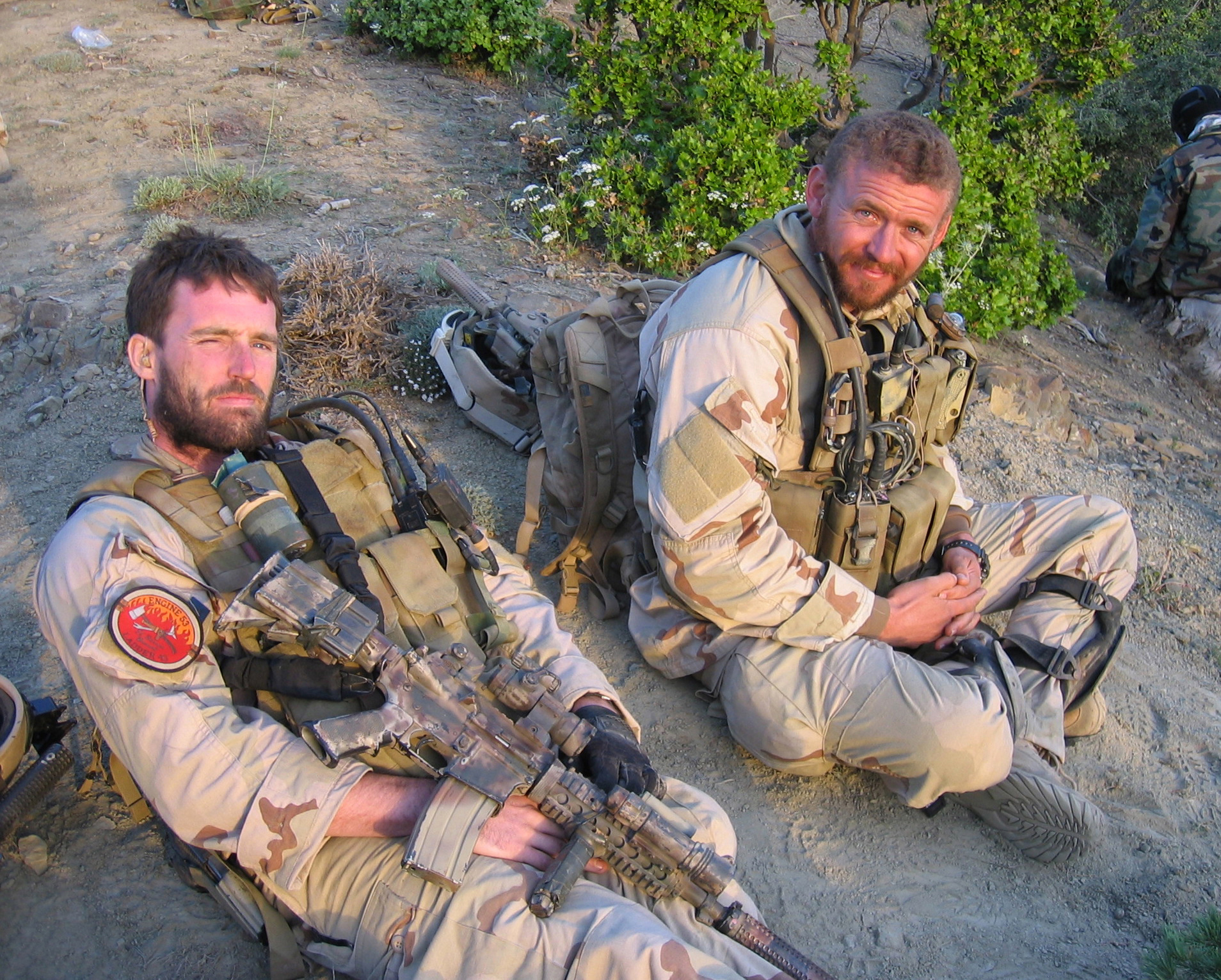
Michael P. Murphy und Matthew G. Axelson, gefallene Mitglieder des Spähtrupps der US Navy Seals

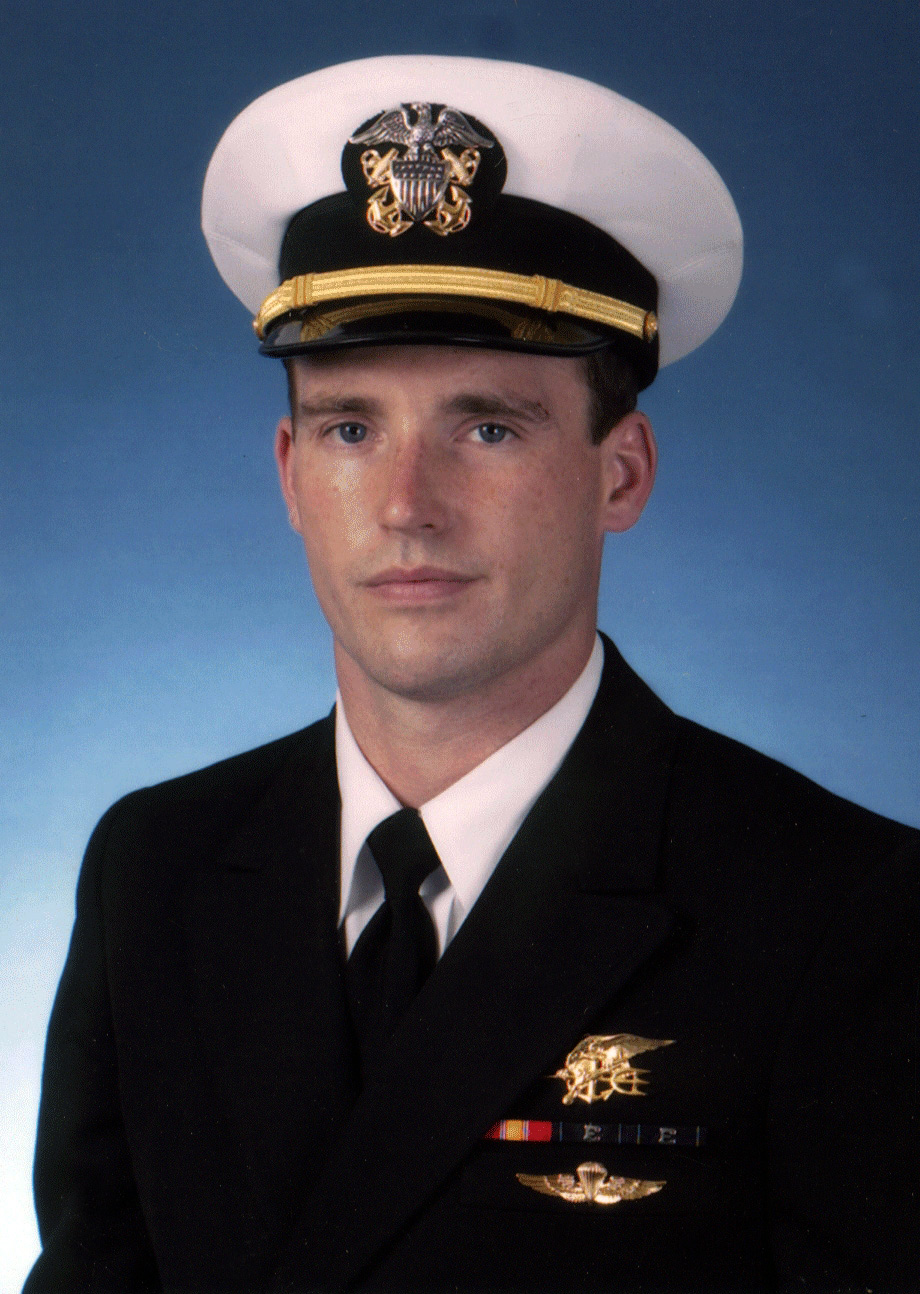
Michael P. Murphy

Das SEAL-Team bestand aus den folgenden Soldaten:
- Navy Lieutenant Michael P. Murphy, SEAL Delivery Vehicle Team 1 (SDVT-1)
- Petty Officer Second Class Danny P. Dietz, SEAL Delivery Vehicle Team 2 (SDVT-2)
- Petty Officer Second Class Matthew G. Axelson, SEAL Delivery Vehicle Team 1 (SDVT-1)
- Navy Hospital Corpsman Second Class Marcus Luttrell, SEAL Delivery Vehicle Team 1 (SDVT-1)

### Ablaufplanung
Operation Red Wings gliederte sich in fünf Phasen:
- Phase 1 Shaping („Gestaltung“): Ein Aufklärungs- und Überwachungsteam der US Navy SEALS sollte dazu eingesetzt werden, um in der Region, in der die Gruppe von Ahmad Shah vermutet wurde, sich einer verdächtigen Siedlung zu nähern, in der Shah sich zu diesem Zeitpunkt aufgehalten haben solle. Diese Gruppe sollte für Phase 2 der direkten Eingreifgruppe zuarbeiten, indem sie die Strukturen der Ahmad-Shah-Miliz aufklären sollte.
- Phase 2 Action on the Objective („Aktion im Zielgebiet“): Zuerst sollte die Eingreifgruppe der SEALS mit einem MH-47-Hubschrauber abgesetzt werden. Kurz danach sollte eine Gruppe Marineinfanteristen folgen, die Shah und seine Männer entweder gefangen nehmen oder töten sollten.
- Phase 3 Outer Cordon („Äußere Absperrkette“): US-Marines und die afghanische Nationalarmee sollten die umliegenden Täler auf der Suche nach anderen mutmaßlichen Aufständischen durchkämmen.
- Phase 4 Security and Stabilization („Sicherheit und Stabilisierung“): In den Tagen nach den ersten drei Phasen sollten US-Marines und die afghanische Nationalarmee der lokalen Bevölkerung medizinische Hilfe gewähren und deren Bedürfnisse wie verbesserte Straßen, Brunnen und Schulen ermitteln.
- Phase 5 Exfiltration („Abzug“): Abhängig von der Feindaktivität sollten die US-Marines für einen weiteren Monat in dem gesicherten Gebiet bleiben und es dann verlassen.

## Durchführung
Der Angriff der SEALs erfolgte in der Nacht des 27. Juni 2005 nach Absetzen aus MH-47 Hubschraubern auf dem Sawtalo-Sar-Gebirge. Einer der Hubschrauber führte eine Reihe von Tarnmanövern, sogenannte „decoy drops“ aus, um den Gegner über die wahre Absicht des Kommandounternehmens im Unklaren zu lassen. Die vier SEALS wurden auf dem Sattelberg zwischen Sawtalo Sar und Gatigal Sar im Süden des Gebirges abgesetzt. Der Absetzpunkt war ca. 2,5 km von der eigentlichen Zielregion entfernt.
Die Gruppe bewegte sich zu einem Beobachtungspunkt, von wo aus sie die Zielregion einsehen konnten. Das Team wurde in einem Waldstück von Ziegenhirten entdeckt und damit die Mission gefährdet. Lieutenant Murphy entschied sich, die Zivilisten nicht zu liquidieren, sondern sie gemäß den militärischen Einsatzregeln freizulassen. Das Team vermutete, dass die Ziegenhirten zum Dorf zurücklaufen und sie dort an die Taliban verraten würden und zogen sich deshalb in eine rückwärtige Position zurück.
Nach einer Stunde wurde das SEAL-Aufklärungsteam von zahlenmäßig überlegenen Taliban mit leichten RPK-Maschinengewehren, RPG-7-Panzerbüchsen, AK-47-Gewehren und leichten 82-mm-Mörsern angegriffen. Die Stärke des Feuerüberfalls und die Überlegenheit des Gegners zwang die SEALs dazu, sich in eine Bergschlucht am nordöstlichen Teil des Sawtalo Sar, in der Nähe des Shuryek-Tals, zurückzuziehen. Von dort aus unternahmen sie mehrere erfolglose Versuche, mithilfe von Funk und Satellitentelefon mit ihrem Gefechtseinsatzzentrum Kontakt aufzunehmen. Eine dauerhafte Verbindung konnte nicht aufgebaut werden. Das Team hatte lediglich die Möglichkeit durchzugeben, dass sie gerade unter Beschuss standen. Innerhalb kurzer Zeit wurden sie von den Taliban umgangen und von mehreren Seiten unter Feuer genommen. Drei Teammitglieder wurden getötet. Allein Marcus Luttrell überlebte mit einer Anzahl von Knochenfrakturen und weiteren schweren Verletzungen. Auf der Flucht, versteckte er sich und verlor zwischenzeitlich das Bewusstsein. Als er wieder erwachte und seine Flucht fortsetzte, wurde Luttrell von Angehörigen eines Paschtu-Stammes, die mit den Taliban verfeindet waren, gerettet und in Sicherheit gebracht.
Nach dem Scheitern von Red Wings lief nach dem Hinterhalt der Taliban auf das SEAL-Team die Operation Red Wings II an. Nach dem Abbruch des Funkkontaktes konnte die Position des angegriffenen SEAL-Teams zunächst nicht bestimmt werden. Aus Mitgliedern des SEAL Team 10, der US-Marines und dem 160. Special Operations Aviation Regiment wurde eine schnelle Eingreiftruppe zusammengestellt, welche die in den Bergen in Bedrängnis geratenen SEALs retten sollten. Der Einsatz verzögerte sich aufgrund einer unklaren Kommandolage mit dem Special-Operation-Forces-Hauptquartier um einige Stunden. Zwei MH-47-Spezialhubschrauber, zwei konventionelle UH-60 Black Hawk und zwei AH-64-Apache-Kampfhubschrauber an der Spitze näherten sich dem Einsatzgebiet. Sobald sie das Sawtalo-Sar-Gebirge erreicht hatten, wurden sie mit kleinkalibrigen Waffen beschossen. Eine von einer RPG-7 verschossene Granate traf einen MH-47-Hubschrauber an der Rotoreinheit und brachte ihn zum Absturz. Dabei kamen acht US Navy Seals und die gesamte Besatzung der 160. Army Special Operations Aviators ums Leben – insgesamt 16 Personen, unter ihnen auch die Kommandeure LCDR Erik S. Kristensen vom SEAL Team 10 und Luftkommandobefehlshaber Major Stephen C. Reich. Der Absturz des Hubschraubers unterband auch die Befehlskette für eine Weile. Am späten Nachmittag kam in der Region Sturmbewölkung auf, so dass die anderen Flugzeuge zur Basis zurückkehren mussten.

## Marcus Luttrells Rettung
In den Folgejahren wurden Einzelheiten über die Rettung von Marcus Luttrell bekannt. Zuvor hatten US-Medien einige Details zu den Dorfbewohnern, die den schwer verwundeten SEAL-Soldaten aufnahmen, falsch wiedergegeben. Das Feuergefecht zwischen SEALS und den Taliban des Ahmad Shah begann entlang einer Höhenlinie, nahe dem Bergkamm des Sawtalo Sar, dessen höchster Berg 2.830 Meter misst. Westlich des Sawtalo-Sar-Bergkette beginnt das Korangal-Tal. Zwischen jenem Tal und der Bergkette liegt der Ort des Chichal, an dem Ahmad Shah vermutet wurde. Östlich des Sawtalo Sar geht es in das Shuryek-Tal hinunter. Als sich der verwundete Luttrell, nach zwischenzeitlicher Bewusstlosigkeit, in den Abhang bzw. die Schlucht flüchtete, die von dem Ort des Feuergefechts am Gebirgskamm des Sawtalo Sar auf östlicher Seite in das Shuryek-Tal hinabführt, traf er auf einen Paschtunen namens Mohammad Gulab Khan. Gulab nahm Luttrell mit in sein Dorf Salar Ban, um ihn dort zu versorgen. Die Aufnahme des Verletzten ist mit dem kulturellen Rechts- und Ehrenkodex, dem Paschtunwali der Paschtunen begründet, einem Verfolgten Zuflucht (Nanawatai) vor Feinden zu gewähren. Die Bewohner des Dorfes Salar Ban standen in Fehde mit dem benachbarten Taliban-Dorf Chichal, welches auf der Westseite der Sawtalo-Sar-Bergkette liegt. Der Konflikt war unter anderem durch Streitigkeiten um Weideland begründet. Vor der Operation Red Wings hatten sich die Beziehungen zwischen US-Amerikanern und Afghanen im Shuryek-Tal und im Großraum Pech wesentlich durch das Leisten von humanitärer Hilfe verbessert. Für medizinische Versorgung wurde gesorgt, und in Nangalam wurde eine Mädchenschule gebaut. Gulab war sich dieser Entwicklungen bewusst. Ahmad Shah vermutete, dass sich der überlebende US-Amerikaner bis in das Dorf Salar Ban retten würde, da es auf seiner Route lag. Der Talibananführer fand sogar durch Einschüchterung heraus, in welchem Haus sich der Verwundete aufhielt, und forderte die Dorfbewohner auf, ihn herauszugeben. Allerdings konnte Shah zu diesem Zeitpunkt keinen Kampf riskieren, da er zahlenmäßig unterlegen war und andere Verwandte und Dorfbewohner Gulab zu Hilfe kommen würden. Luttrell wurde anschließend an verschiedene Orte im Dorf verlegt, während er selbst eine Nachricht für den US-Stützpunkt Camp Blessing schrieb und darum seine Gastgeber bat, diese zum US-amerikanischen Stützpunkt Asadabad zu bringen. Da Gulab zuvor einen Marinekommandanten in Nangalam getroffen hatte, bat er einen älteren Mann, Shina, aus einem anderen Teil des Dorfes Salar Ban, stattdessen die Wanderung mit der Notiz zu dieser Basis zu machen. Dies erforderte eine längere Fahrt auf den Pfaden des Shuryek-Tals nach, wo er dann ein Taxi mietete, um die Talstraße entlang nach Nangalam zu fahren. Gulab hatte Shina 1.000 Afghanis (etwa zwanzig US-Dollar) dafür gegeben. Als Shina mitten in der Nacht die Basis in Nangalam erreichte, traf er sich mit dem US-Kommandanten und erzählte die Geschichte über einen verwundeten amerikanischen Soldaten in ihrem Dorf. Dann gab er ihm die Notiz, die Luttrell geschrieben hatte. Luttrell wurde dann schließlich mittels US-Hubschraubern aus dem Dorf Salar Ban evakuiert. Die Leichen der getöteten Navy-Seals, deren Ausrüstung bereits von den Taliban erbeutet worden war, wurden nach intensiver Suche vom Ort des Feuergefechts geborgen. Gulab und seine Familie erhielten Morddrohungen von den Taliban und wurden nach Asadabad umquartiert. Gulab erhielt zusätzlich Geld und einen Job im Quartier der US-Amerikaner in Asadabad.

## Nachwirkungen

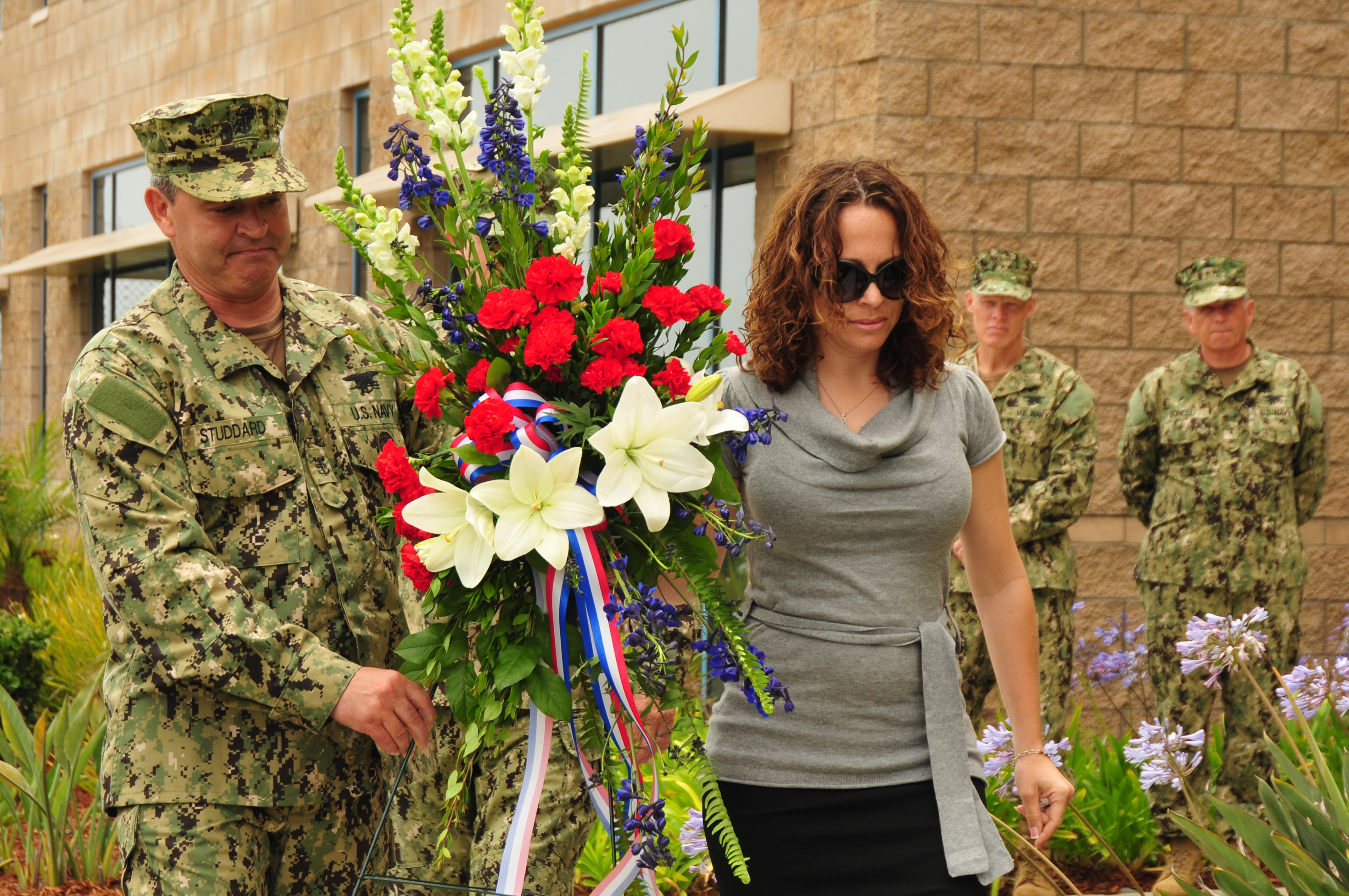
Angehörige der in der Operation Red Wings gefallenen Soldaten bei einer Trauerfeier

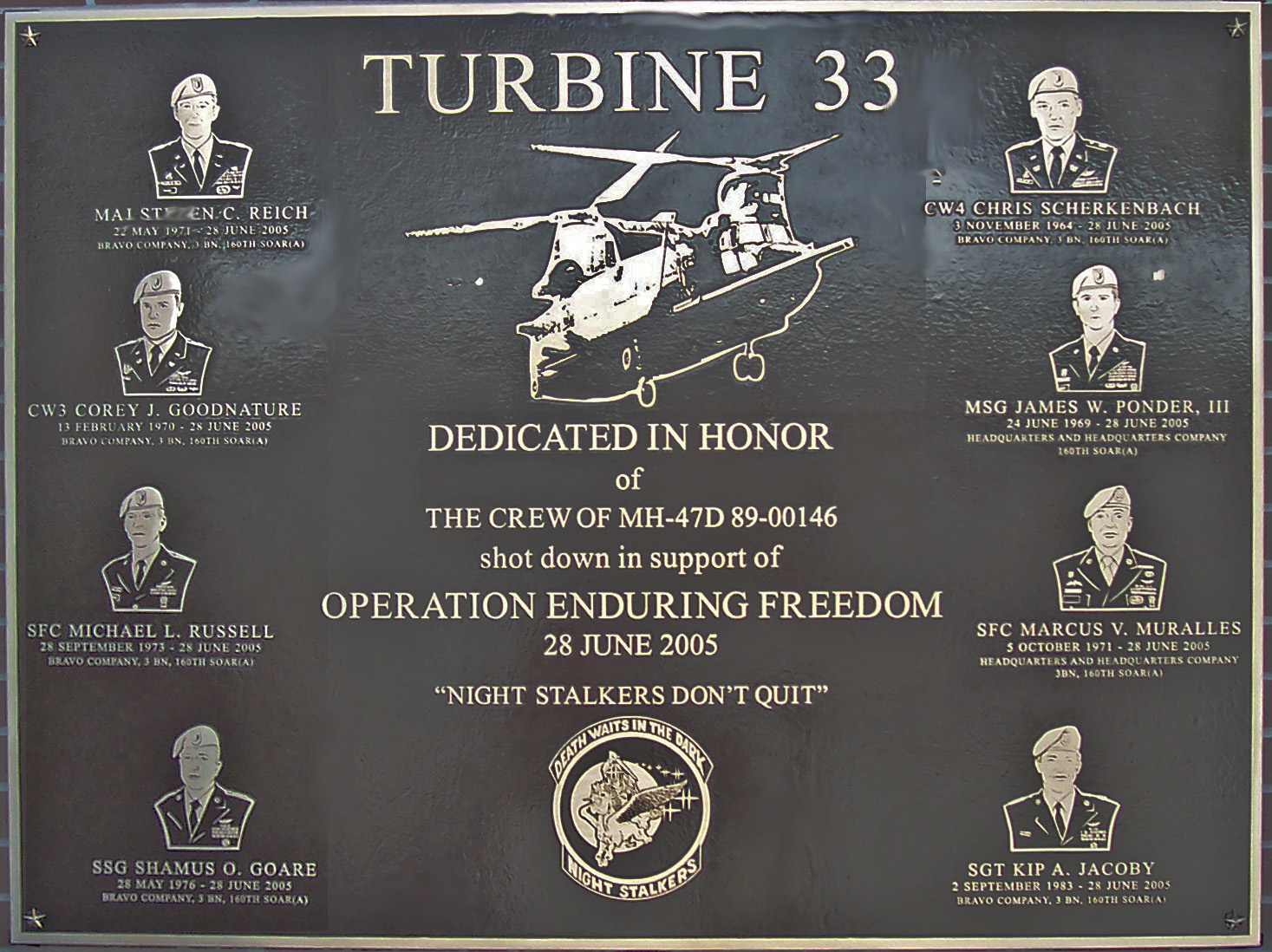
Plakette in Gedenken an die Besatzung des abgeschossenen Hubschraubers

Lieutenant Michael P. Murphy erhielt posthum die Auszeichnung Medal of Honor, Dietz, Axelson (posthum) und Luttrell das Navy Cross. Der Überlebende Luttrell wurde in einer Zeremonie im Weißen Haus geehrt. Während eines Baseballspiels der San Diego Padres wurde vor 25.000 Zuschauern der Toten gedacht. Die Namen der neunzehn gefallenen Soldaten wurden auf einem Gedenkmal des U.S. Army Night Stalkers verewigt.
Die Gruppe Ahmad Shah kam nach dem Gefecht in den Besitz von zahlreichen Waffen und Munition, wie M4-Karabiner, M203-Granatwerfer, einem Laptop für den Militärgebrauch, inklusive einer Karte der Botschaften in Kabul, Nachtsichtgeräten, einem Zielfernrohr für ein Scharfschützengewehr und andere Ausrüstungsgegenstände der SEALS. Nach dem erfolgreichen Hinterhalt und dem Druck infolge der Nachfolgeoperation Red Wings II zog sich die Gruppe nach Pakistan zurück. Die Präsenz der afghanischen Nationalarmee und von US-Spezialeinheiten wurde für eine Weile aufrechterhalten. Dennoch konnte die Shah-Gruppe, die aufgrund ihres Erfolges gegen die US-Amerikaner einen großen Zulauf an freiwilligen Kämpfern erhielt, ein paar Wochen später in ihr angestammtes Operationsgebiet zurückkehren. Im August 2005 wurde die Operation Whalers gestartet, um eine vollständige Einnahme der Provinz durch die Taliban zu verhindern. Die Operation führte schließlich zu einer Neutralisierung der Gruppe und zu einer schweren Verletzung Ahmad Shahs. Shah wurde schließlich im April 2008 bei einer Schießerei mit der pakistanischen Polizei in der nordwestlichen Grenzprovinz Khyber Pakhtunkhwa getötet.
Gulab wurde jedoch weiterhin von den Taliban verfolgt und überlebte mehrere Angriffe, darunter mindestens einen Bombenanschlag sowie ein Attentat, bei dem stattdessen sein Neffe getötet wurde. Er überlebte auch mehrere Schusswaffenangriffe, da er sich und seine Frau nach Operation Red Wings bewaffnete. Nachdem Gulab Luttrell im Jahr 2010 in den USA besucht hatte, erbeuteten die Taliban seinen Holztransporter, sodass er mithilfe von Spenden, die Luttrell organisiert hatte, nach Dschalalabad zog und neu anfangen konnte. Jedoch konnten die Taliban ihn auch dort ausfindig machen und töteten seinen Neffen bei einem versuchten Attentat auf Gulab. Nach dem Angriff der Taliban auf sein Haus, bei dem er und seine Frau sich selbst verteidigten, reiste er im Jahr 2015 nach Neu-Delhi, ehe er und seine Familie noch im selben Jahr ein Visum für die USA erhielten und nach Texas zogen.
Über die Größe der Taliban-Gruppe im Dorf Chichal wurden unterschiedliche Angaben gemacht. Luttrell gab kurz nach seiner Rettung in dem offiziellen Gefechtsbericht an, es hätte sich um 20 bis 35 Mann gehandelt. Später in seinem Buch Lone Survivor erwähnt er 80 bis 200 Kämpfer, welche die Feindaufklärung zunächst in diesem Gebiet vermutete. Spätere Quellen nennen zehn bis 20 beziehungsweise 30 bis 40. Auch wird das Ereignis polemisiert, dass es innerhalb der SEAL-Gruppe zunächst einen Konflikt gab, wie die Ziegenhirten, sprich unbewaffnete Zivilisten, zu behandeln seien, die sie in dem Waldstück oberhalb des Dorfes Chichal entdeckt hätten. Es wurde abgestimmt, ob sie zu liquidieren oder freizulassen seien.

## Trivia
Die Erlebnisse des Soldaten Marcus Luttrell während der Operation Red Wings wurden von Patrick Robinson in seinem Buch Lone Survivor festgehalten, das sich in den USA zu einem Bestseller entwickelte. Der Erlebnisbericht wurde 2013 mit Mark Wahlberg als Hauptdarsteller unter dem gleichen Titel verfilmt.